# 1ª Divisione alpina "Taurinense"
La 1ª Divisione alpina "Taurinense" era una divisione da montagna del Regio Esercito Italiano, con sede a Torino.

## Storia
La Divisione fu costituita 10 settembre 1935, basata sul 3º e 4º Reggimento alpini e 1º Reggimento di Artiglieria Alpina.
Alcuni reparti vennero temporaneamente aggregati alla Divisione alpina "Pusteria" e impiegati nelle operazioni della Campagna d'Etiopia (1935-36). Andarono in Africa Orientale i battaglioni "Exilles" e "Intra", e alcune batterie dei gruppi di artiglieria alpina "Susa" e "Aosta". L'organico della Divisione fu ristrutturato nel maggio del 1937.
La Divisione partecipò anche alla Seconda guerra mondiale, in diverse campagne.

### Alpi Occidentali
Il 10 giugno 1940 risulta dislocata in diversi punti del fronte dell'arco alpino (settore Moncenisio-Bardonecchia). Partecipa alle operazioni contro la Francia dal 10 al 24 giugno 1940 occupando Bourg-St-Maurice St.-Foy che occupa e poi presidia. Terminate le operazioni, nell'ottobre del 1940 ci fu lo scioglimento dei battaglioni "Valle", e alla Divisione alpina "Taurinense" fu dato l'ordine di presidiare il territorio francese compreso fra il vecchio confine e la linea di armistizio.

### Jugoslavia
Nel mese di gennaio 1942 sbarcò a Ragusa (Croazia), per concentrarsi a Mostar, in Ercegovina, e fu inquadrata nel XIV Corpo d'Armata. Dal 15 aprile al 31 maggio, prende parte a operazioni antipartigiane in Croazia, Bosnia ed Erzegovina. Dal mese di agosto viene trasferita per operare in Montenegro, dove svolge compiti di presidio fino all'8 settembre 1943, quando, a seguito degli eventi derivanti dalla proclamazione dell'armistizio, la Divisione viene sciolta mentre si trovava dislocata sulla costa dell'Adriatico, nel retroterra della base militare delle Bocche di Cattaro.
Alcuni suoi reparti (Gruppo Aosta, Battaglione Ivrea) partecipano quindi alla guerra di liberazione inquadrati nella Divisione italiana partigiana Garibaldi, fino alla fine del conflitto, formando alcuni la 1ª Brigata alpina "Taurinense" ed altri la 2ª Brigata alpina "Taurinense".

### Comandanti (1935-1943)
- Generale di brigata Carlo Vecchiarelli (10 settembre 1935 - 25 maggio 1936)
- Generale di brigata Luigi Nuvoloni (26 maggio 1936 - 14 agosto 1937)
- Generale di brigata Paolo Micheletti (15 agosto 1937 - 8 settembre 1938)
- Generale di brigata Paolo Puntoni (9 settembre - 31 dicembre 1938)
- Generale di brigata Paolo Micheletti (1 gennaio 1939 - 9 agosto 1940)
- Generale di brigata Giovanni Maccario (10 agosto 1940 - 14 aprile 1942)
- Generale di brigata Lorenzo Vivalda (15 aprile 1942 - 12 agosto 1944)